# Opus spicatum

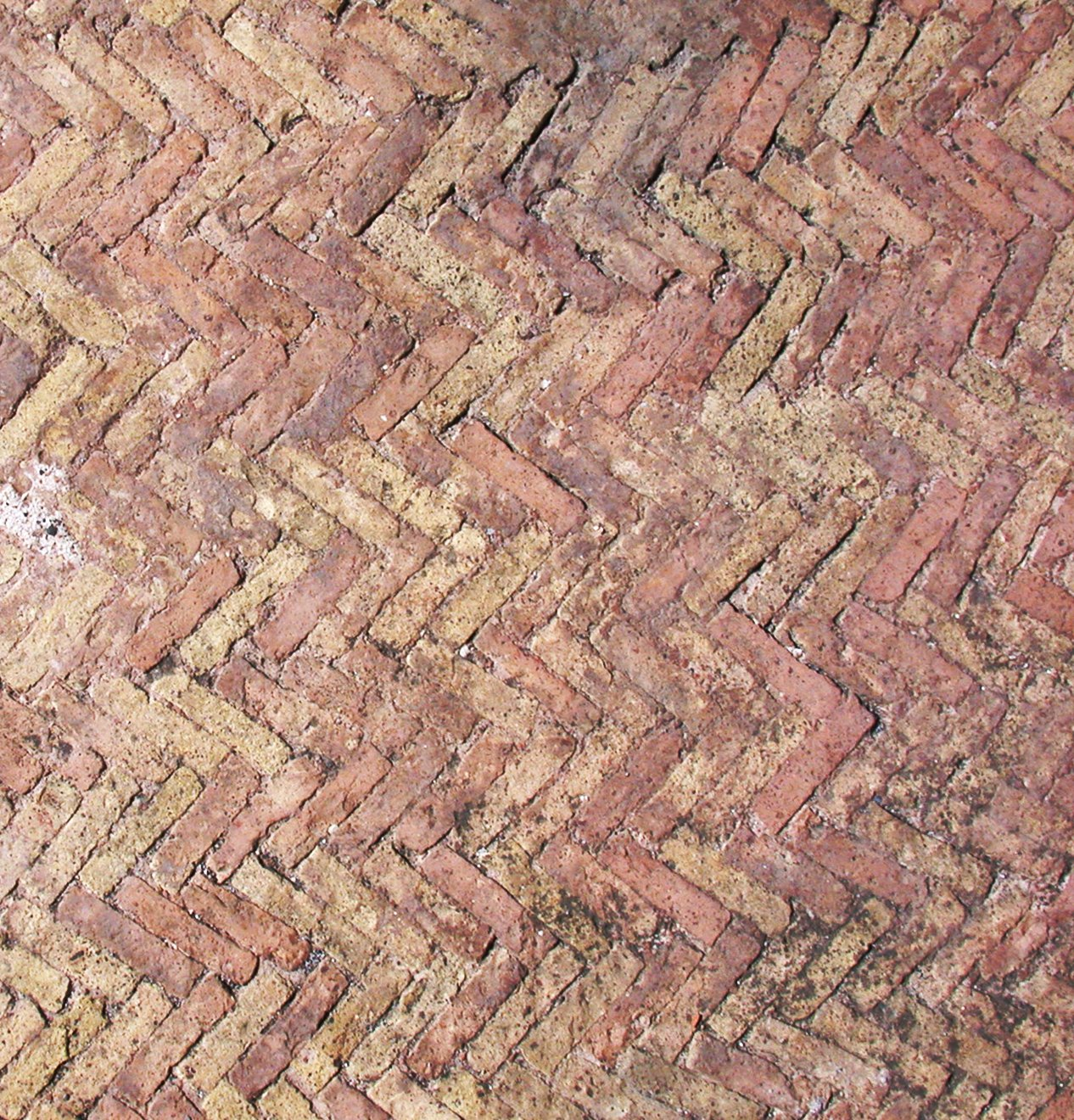
Opus spicatum en el Mercado de Trajano.

El opus spicatum o espina de pez es un tipo de construcción utilizada en los tiempos de la Antigua Roma y Edad Media, aunque en construcciones rurales también se aplicó durante los siglos XVII y XVIII. Consta de ladrillos o piedras talladas, colocadas en forma de espina de pez.
Su uso era generalmente decorativo y más comúnmente utilizado como pavimento, también se encuentra como técnica de construcción de muros o paredes. Su aplicación en planos horizontales, como pavimentos o simplemente decorativo no presenta ningún problema, si bien la aplicación en muros de carga, es un poco débil, ya que en los ángulos oblicuos de los elementos tienden a abrirse horizontalmente bajo la comprensión.
A menudo el término se utiliza como sinónimo de    'espina de pescado' , muy similar, con la diferencia de que las piedras en espiga están colocadas haciendo zigzag, imbricadas las unas con otras, mientras que las de espina de pescado hacen capas horizontales y rectilíneas.

## Galería de imágenes

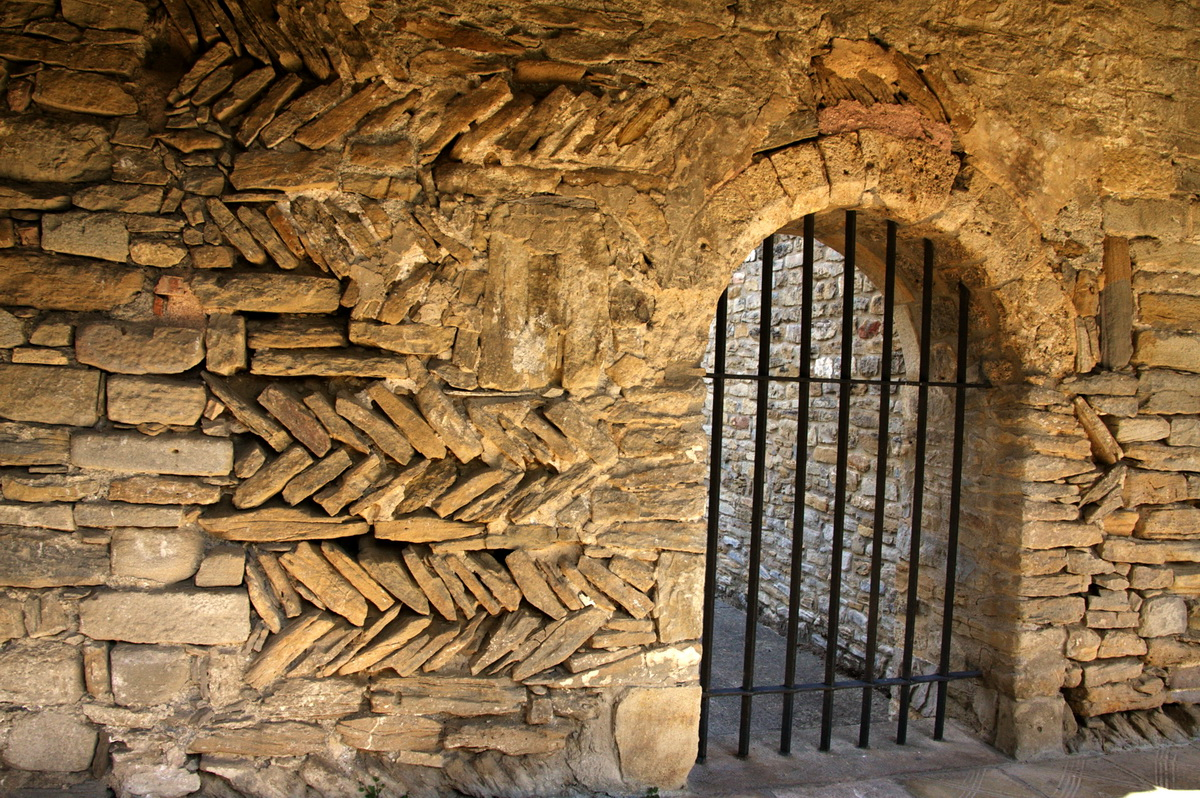
Claustro de la  catedral de San Vicente, a Roda de Isábena (Ribagorza)
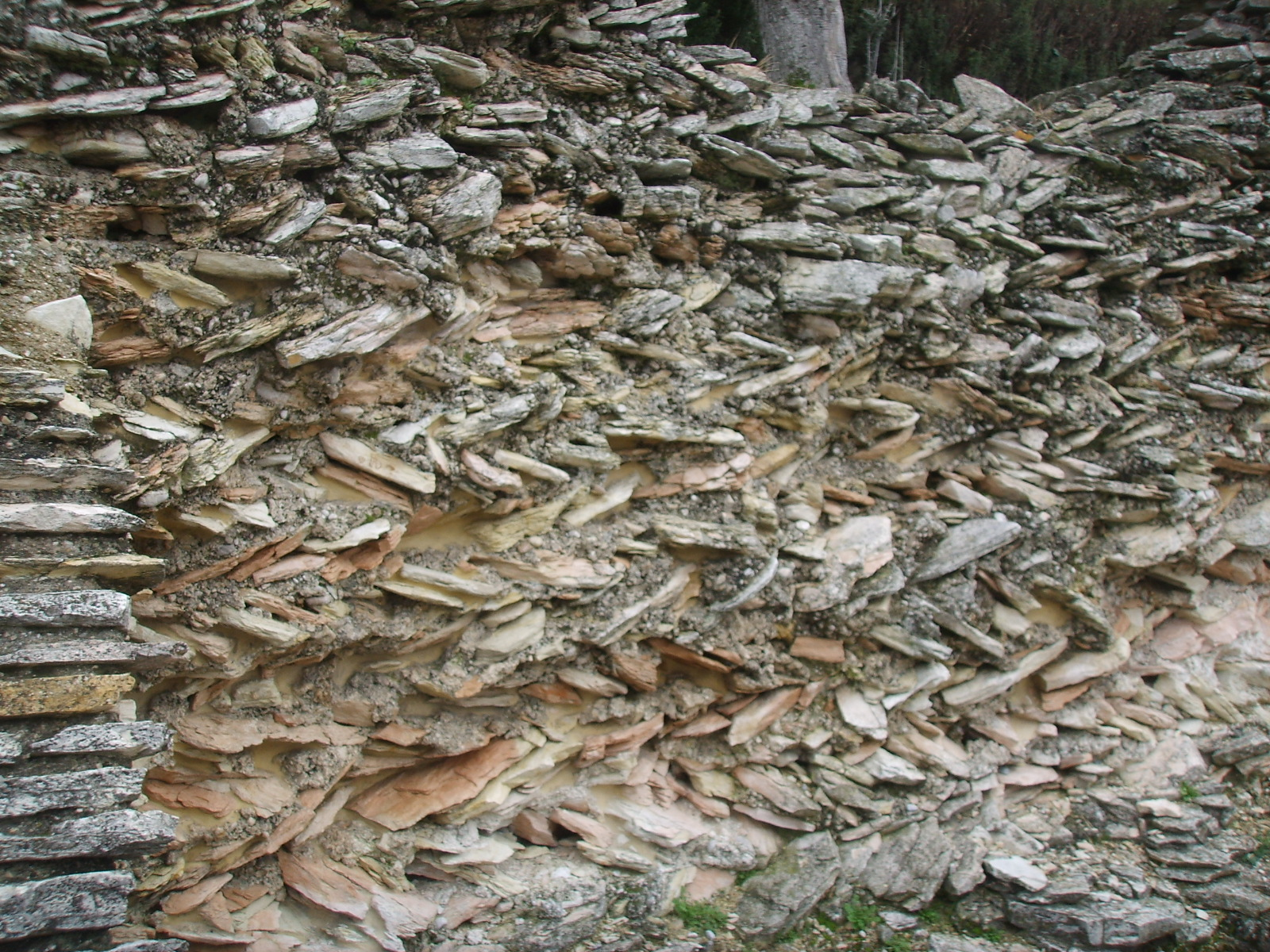
Muro en la villa romana de las  Grotte di Catullo  (Cuevas de Catulo), en Sirmione (Lombardía)
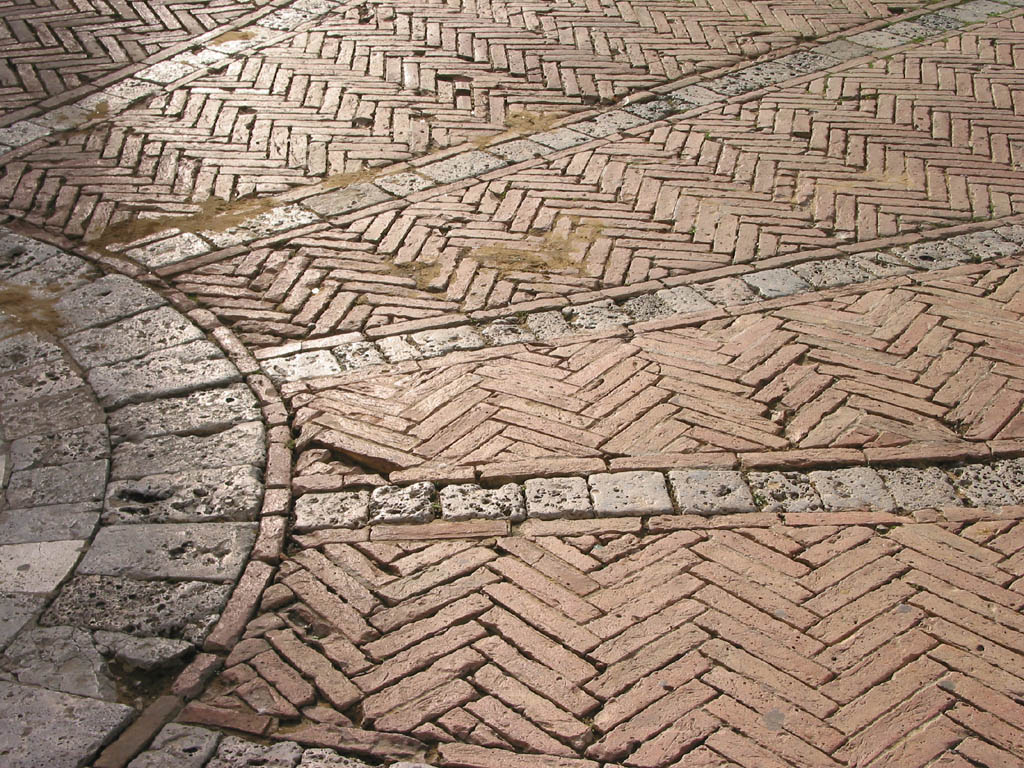
Pavimento de la Piazza del Campo, en Siena
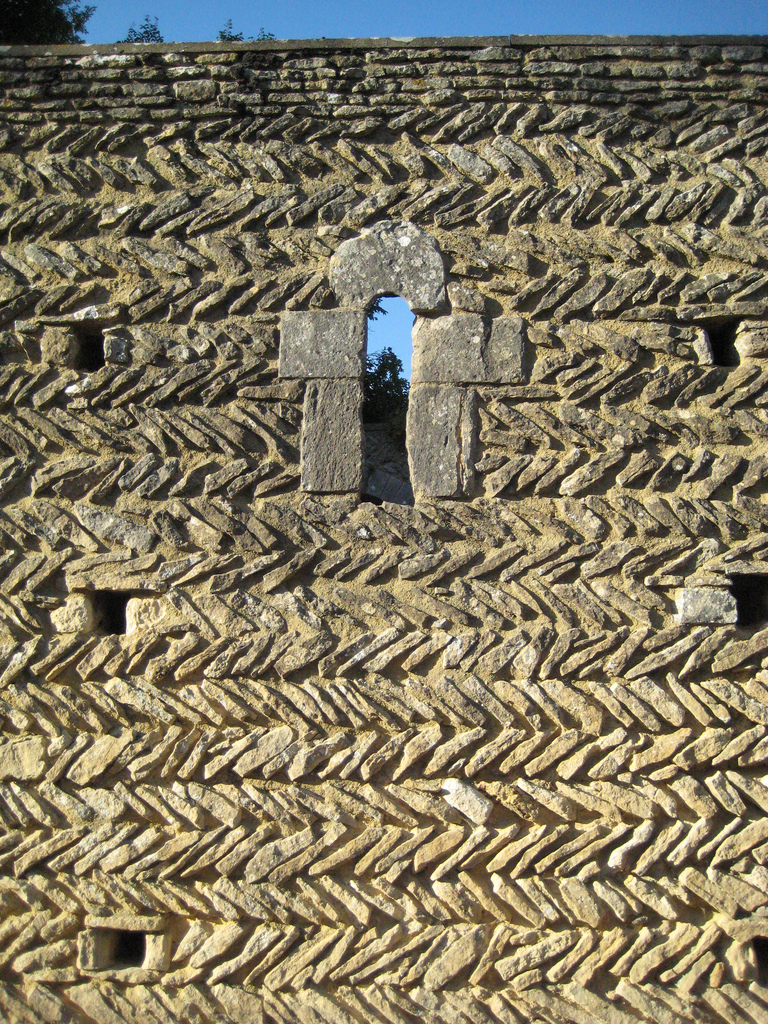
Aparato en espina de pescado